# Dokonjonosuke Mishima
Yoshitomi Mishima (jap. 三島睦智  Mishima Yoshitomi; lepiej znany jako Dokonjonosuke Mishima ur. 19 kwietnia 1972 w Osace) – japoński zawodnik mieszanych sztuk walki (MMA). Były zawodnik m.in. PRIDE FC oraz UFC. Dwukrotny mistrz organizacji DEEP w wadze lekkiej z 2005 roku oraz piórkowej z 2008 roku.

## Kariera MMA
Swoją pierwszą zawodową walkę w MMA stoczył 17 stycznia 1998 roku na gali Shooto - Las Grandes Viajes 1 którą zremisował z Satoshi Fujisaki po dwurundowym pojedynku. Przez następne trzy lata walczył głównie na galach Shooto uzyskując bilans ośmiu zwycięstw, dwóch porażek i dwóch remisów, przegrywając m.in. z Takanori Gomim oraz wygrywając z Amerykaninem polskiego pochodzenia Justinem Wisniewskim.
W 2002 roku związał się z organizacją DEEP, zdobywając m.in. mistrzostwo tej organizacji w wadze lekkiej na gali DEEP - 18th Impact w 2005 roku.
W 2003 roku podpisał kontrakt z największą japońską organizacją MMA – PRIDE FC. Stoczył dla niej cztery pojedynki, wygrywając z Marcusem Aurelio oraz Charlesem Bennettem, a przegrywając z Ralphem Gracie i Yves’em Edwardsem.
18 listopada 2006 roku stoczył pojedynek w największej amerykańskiej organizacji MMA – UFC na gali UFC 65, a przeciwnikiem był Joe Stevenson. Po ponad dwóch minutach pierwszej rundy Stevenson duszeniem gilotynowym zmusił do poddania Mishime. Drugi pojedynek w UFC stoczył 5 kwietnia 2007 roku na gali UFC Fight Night 9, a jego rywalem był Kenny Florian. Mishima przegrał pojedynek przez duszenie zza pleców w trzeciej rundzie. Po dwóch porażkach z rzędu właściciele UFC nie przedłużyli kontraktu z Japończykiem.
19 maja 2008 roku zdobył mistrzostwo organizacji DEEP w wadze piórkowej pokonując broniącego tytułu Masakazu Imanariego na gali DEEP - 35 Impact. Rok później stracił tytuł mistrza przegrywając z Takafumi Otsuką.
Po ponad dwóch latach przerwy 15 października 2011 roku stoczył wygrany pojedynek z Takeshi Yamazakim na gali Grabaka Live - 1st Cage Attack.

## Osiągnięcia
Mieszane sztuki walki:
- 2008–2009: DEEP - mistrz wagi piórkowej
- 2005: DEEP − mistrz wagi lekkiej